# Terra Santa
Terra Santa là một đô thị thuộc bang Pará, Brasil. Đô thị này có diện tích 1900,57 km², dân số năm 2007 là 17395 người, mật độ 9,2 người/km².